# Gabriel Boric
Gabriel Boric Font (Punta Arenas, 11 februari 1986) is een Chileens politicus en sinds 11 maart 2022 de president van Chili.

## Biografie
Als voorzitter van de studentenvereniging van de rechtenfaculteit van de Universiteit van Chili, was Boric een van de leiders van de studentenprotesten in Chili in 2011. Later dat jaar volgde hij Camila Vallejo op als voorzitter van de overkoepelende federatie van studenten van genoemde universiteit. Hij werd verkozen in de Kamer van Afgevaardigden als onafhankelijk kandidaat in het district Magallanes voor de periode 2014-2018 en namens de coalitie Frente Amplio in hetzelfde district voor 2018-2022.
In het najaar van 2021 trad Boric namens de coalitie Apruebo Dignidad aan bij de presidentsverkiezingen in Chili. Hij eindigde in de eerste ronde nipt achter zijn tegenstander José Antonio Kast, maar slaagde erin de tweede ronde duidelijk te winnen. Boric werd op 11 maart 2022 beëdigd als president van Chili en volgde daarmee Sebastián Piñera op. Tijdens zijn beëdiging was Boric 36 jaar oud en werd daarmee de jongste Chileense president ooit. Zijn ambtstermijn loopt tot 2026.
Manuel Blanco ·
Agustín Eyzaguirre ·
Ramón Freire ·
Francisco Antonio Pinto ·
Ramón Vicuña ·
Francisco Ruiz-Tagle ·
José Tomás Ovalle ·
Fernando Errázuriz ·
José Joaquín Prieto Vial ·
Manuel Bulnes ·
Manuel Montt ·
José Joaquín Pérez ·
Federico Errázuriz ·
Aníbal Pinto ·
Domingo Santa María ·
Manuel Balmaceda ·
Manuel Baquedano · 
Jorge Montt ·
Federico Errázuriz ·
Aníbal Zañartu ·
Germán Riesco ·
Pedro Montt ·
Elías Fernández ·
Emiliano Figueroa ·
Ramón Barros ·
Juan Luis Sanfuentes ·
Arturo Alessandri ·
Luis Altamirano ·
Pedro Pablo Dartnell ·
Emilio Bello Codesido ·
Arturo Alessandri ·
Luis Barros ·
Emiliano Figueroa ·
Carlos Ibáñez ·
Pedro Opaso ·
Manuel Trucco ·
Juan Esteban Montero ·
Arturo Puga ·
Carlos Dávila ·
Bartolomé Blanche Espejo ·
Abraham Oyanedel ·
Arturo Alessandri ·
Pedro Aguirre Cerda ·
Jerónimo Méndez ·
Juan Antonio Ríos ·
Alfredo Duhalde ·
Vicente Merino ·
Alfredo Duhalde ·
Juan Antonio Iribarren · 
Gabriel González ·
Carlos Ibáñez ·
Jorge Alessandri ·
Eduardo Frei Montalva ·
Salvador Allende ·
Augusto Pinochet ·
Patricio Aylwin ·
Eduardo Frei Ruiz-Tagle ·
Ricardo Lagos ·
Michelle Bachelet ·
Sebastián Piñera ·
Michelle Bachelet ·
Sebastián Piñera ·
Gabriel Boric
- Gemeinsame Normdatei: 1248065913
- Library of Congress Control Number: no2022094733
- Virtual International Authority File: 15163510578210932978